# فرودگاه ویتری-آن-آرتوا
فرودگاه ویتری-آن-آرتوا  (به انگلیسی: Vitry-En-Artois Airport) یک فرودگاه است که یک باند فرود چمن دارد و طول باند آن ۹۰۰ متر است. این فرودگاه در کشور فرانسه قرار دارد و در ارتفاع ۵۳ متری از سطح دریا واقع شده است.